# Reprezentacja Argentyny w futsalu mężczyzn
Reprezentacja Argentyny w futsalu – zespół futsalowy, biorący udział w imieniu Argentyny w meczach i sportowych imprezach międzynarodowych, powoływany przez selekcjonera, w którym mogą występować wyłącznie zawodnicy posiadający obywatelstwo argentyńskie. Za jego funkcjonowanie odpowiedzialny jest Asociación del Fútbol Argentino. Reprezentacja Argentyny brała udział we wszystkich edycjach mistrzostw świata, w 2003 r. zdobyła mistrzostwo Ameryki Południowej, trzykrotnie przegrała w finale tych rozgrywek.